# Parti socialiste réformiste saint-marinais
Le Parti socialiste réformiste saint-marinais (Partito socialista riformista sammarinese, PSRS) est un parti politique social-démocrate de Saint-Marin fondé en juillet 2009 par d'anciens membres du Parti des socialistes et des démocrates. 8 des 18 conseillers du PSD prennent part à sa création, parmi lesquels l'ancien Capitaine-régent Federico Pedini Amati.
En 2012, le parti fusionne avec le Nouveau Parti socialiste pour fonder le Parti socialiste.